# Europäisches Jahr des interkulturellen Dialogs
Das Europäische Jahr des interkulturellen Dialogs ist das am  18. Dezember 2006 vom Rat der Europäischen Union und dem Europäischen Parlament auf Vorschlag der Europäischen Kommission beschlossene Europäische Jahr 2008.

## Hintergrund
Anlass für das Europäische Jahr 2008 ist der seit den vorangehenden Jahren aufgrund der mehrfachen EU-Erweiterungen und der zunehmenden Mobilität der EU-Bürger verstärkte Zuzug von Personen in die Mitgliedstaaten.
Der Beschluss, mit dem das Europäische Jahr ausgerufen wurde, gab keine Definition des interkulturellen Dialogs vor. Dem interkulturellen Dialog wurden stattdessen eine Reihe von Eigenschaften zugeschrieben:
- die kulturelle Vielfalt in Europa zu respektieren und zu fördern, das Zusammenleben zu verbessern und den aktiven und weltoffenen, auf gemeinsamen Werten beruhenden europäischen Bürgersinn zu fördern,
- zur Gewährleistung von Chancengleichheit und Nichtdiskriminierung innerhalb der Europäischen Union beizutragen,
- der kulturellen und bildungspolitischen Dimension der erneuerten Lissabonner Strategie Gewicht zu verleihen und
- dem Engagement der Europäischen Union und der Achtung der gemeinsamen Werte zu dienen,
- der Europäischen Union die Möglichkeit zu geben, ihre Stimme in der Welt deutlicher zu Gehör zu bringen und starke Partnerschaften mit Nachbarländern zu knüpfen.[2]

## Zielsetzungen
Das Europäische Jahr des interkulturellen Dialogs sollte die Programme und Aktionen der Gemeinschaft, die zum interkulturellen Dialog beitragen (etwa das Programm Kultur 2007–2013), in ihrer Kohärenz, Effizienz und Außenwirkung verbessern und den interkulturellen Dialog auch in weitere europäische Programme und Aktionen einbringen.
Die allgemeinen Ziele des Europäischen Jahres des interkulturellen Dialogs sind:
- Förderung des interkulturellen Dialogs;
- Betonung des interkulturellen Dialogs als Chance, zu einer pluralistischen und dynamischen Gesellschaft beizutragen;
- Sensibilisierung aller in der Europäischen Union lebenden Menschen, insbesondere junger Menschen, für die Bedeutung der Herausbildung eines aktiven und weltoffenen europäischen Bürgersinns;
- Hervorhebung des Beitrags der verschiedenen Kulturen und Ausdrucksformen der kulturellen Vielfalt zum Erbe und zu den Lebensweisen der EU-Mitgliedstaaten.[3][4]

## Umsetzung

San-marinesische Gedenkmünze anlässlich des Europäischen Jahres des interkulturellen Dialogs 2008

Die Aktivitäten im Rahmen des Europäischen Jahres werden weitgehend dezentral umgesetzt, indem jeder EU-Mitgliedstaat ein nationales Programm aufsetzt. Die Europäische Kommission, unter Federführung der Generaldirektion Kommunikation, unterstützt die nationalen Programme mit einer europaweiten Kommunikationsstrategie und mit Informationsmaterial in allen EU-Sprachen.
Als Beitrag zum Europäischen Jahr des interkulturellen Dialogs gab der Europarat im Mai 2008 sein Weißbuch zum interkulturellen Dialog heraus.

## Botschafter des Jahres
Als „Botschafter des Jahres“ wurden fünfzehn Personen nominiert, darunter Henning Mankell, Charles Aznavour und Agnieszka Holland.

## Das Europäische Jahr 2008 in Deutschland
In Deutschland ist das Auswärtige Amt federführend und verantwortlich für das nationale Programm; Koordinierungsstelle ist das Bundesministerium für Familie, Senioren, Frauen und Jugend. Es wird unterstützt von einer bei der Bundesarbeitsgemeinschaft der Freien Wohlfahrtspflege eingerichteten nationalen Geschäftsstelle.
Zu den „Botschaftern des Jahres“ aus Deutschland zählen unter anderem  die deutsch-vietnamesische Schauspielerin und Moderatorin Minh-Khai Phan-Thi und der Filmkomponist und Oscarpreisträger Hans Zimmer.
Die Bundesregierung erklärte das Jahr 2008 zudem zum „Jahr der Integration“.

## Das Europäische Jahr 2008 in Österreich
In Österreich ist das Bundesministerium für europäische und internationale Angelegenheiten für das nationale Programm verantwortlich.